# Liao Wenfen
Liao Wenfen, född 30 april 1963, är en friidrottare från Kina. Hon deltog vid olympiska sommarspelen 1984.